# Драгутин Вајдић
Драгутин Вајдић (28. октобар 1919 — 23. август 1987) био је професор, уметник и књижевник.

## Биографија
Рођен 28. октобра 1919. године у Врднику (Срем) у рударској породици (отац Чех, мајка Словенка). Основну, средњу музичку и вишу занатску школу завршио у Београду. Радио је као музичар на лађи „Краљица Марија”, тренирао бокс код Томе Станисављевића. Био је секретар УРС-а, растурао је значке Но пасаран. Из политичких разлога мобилисан и упућен у Тиват, споречкао се с наредником и осуђен је на три године строгог затвора.
Захваљујући генералу Симоновићу, завршио је школу за војне обавештајце у Нишу, специјализирао за Албанију где је и дочекао 1941. годину. Из Берата је дошао у Валону, извео две веће диварзије и обрео се у Београду, где су већ били Немци. Успоставио је везу с француским војним аташеом Жонтијем, а овај га повезао с Костом Пећанцем који га је послао у Штаб Драже Михаиловића на Букуљу. Дража га је одбио као официра, па је Драгутин Вајдић у мају и јуну 1941. године са својих неколико бораца основао Народну војску, која је разоружала жандаре, палила општинске архиве и позивала сељаке на борбу. Ова група се касније прикључила Ваљевском партизанском одреду. Пао је четницима у руке и то га је могло стајати главе да га није препознао Дража Михаиловић. Године 1943. као искусан војник, после капитулације Италије, из Босне одлази у Словенију.
Борио се у Лици, на Кордуну, Банији и западној Босни, Славонији и Србији, више пута је рањаван и упорно одбијао да постане члан КПЈ, па је рат и завршио као капетан прве класе. Из војне службе је демобилисан 1948. године, након чега је испитиван и упућен на Голи оток на коме је остао до 25. јуна 1953. године. Након изласка из затвора, радио је као наставник Опште техничког образовања у XI београдској гимназији и другим школама, а онда је отишао на рад у Француску. Тамо се бавио уметничком столаријом интарзијом. Вратио се 1967. године. Пензионисан је као тежак ратни инвалид (70%).
Био је ожењен нашом позоришном глумицом Мирославом Вајдић, рођ. Радовић. Мирославина матична кућа је било Југословенско драмско позориште у Београду. Године 1972. добили су ћерку Неду Вајдић која се касније заједно са мајком изборила за признавање очевих ауторских права над делом Гажен дијамант.

## Одликовања
Драгутин Вајдић је носилац Ордена за храброст и Ордена заслуге за народ са сребрним венцем. Споменицу није добио,јер ју је тражио после повратка са Голог отока, с образложењем да је закаснио. Познавао се са Де Голом.

## Давид Тасић иГажен дијамант
Роман Гажен дијамант је регистрован 11.09.1984. године у Југословенској ауторској агенцији у Београду. Драгутин Вајдић, писао је овај роман годинама, стално под стресом, изнова преживљавајући мучних пет година на Голом отоку. Када је завршио роман, безуспешно је тражио довољно храбру издавачку кућу, која би га објавила. Све до 1987. године и сусрета са тада студентом и хонорарним сарадником Младине Давидом Тасићем, када је договорено да се делови романа објављују у наставцима у Младини, како би се испитала реакција јавног мнења и евентуално штампала књига. Први наставак је изашао јула 1987. године, а други је објављен месец дана касније, Драгутин Вајдић није ни дочекао наставак, јер је преминуо.
Наставци су и даље излазили у Младини. Од брошуре Голи оток настаје књига Лешеви са Голог (на српском), коју Давид Тасић, уз велику медијску помпу, јавно промовише у београдском СКЦ-у као аутор, марта 1988. године. Културни догађај, међутим, претвара се у непријатан дуел са пријатељима покојног Вајдића који Тасића јавно оптужују да је присвојио рукопис мртвог човека и под својим именом објавио мемоаре о Голом отоку.
Роман чак није ни препричан, већ су извучена суштинска поглавља, и у интегралној и идентичној верзији објављена као ауторско дело. Књига која као плагијат доспева на Други општински суд у Београду, у Словенији постаје бестселер и пратећи маркетиншки реквизит љубљанског процеса. Од почетних 800 примерака, колпортери Младине не чувеном Културном митингу у Љубљани успевају да је продају у тиражу преко четири хиљаде, а сав приход одлази као помоћ ухапшеном аутору.
Без икаквог објашњења и позива на суд, тужба је одбијена јула 1989. године. Исте године покренута је нова парница, али у Љубљани и коначно је добијена после две године, Врховни суд Словеније 1991. године потврђује да је аутор књиге Драгутин Вајдић. а не Давид Тасић, коме се одређује новчана казна због злоупотребе ауторског права.
Судски спор око књиге, као и сама пресуда нису спречили Тасића да октобра 1990. године штампа ново издање, сада у луксузном повезу, док се у љубљанском каталогу ''Свет књиге'', Лешеви са Голог рекламира као један од најчитанијих романа крајем 1990.